# Ma nuit chez Maud
Ma nuit chez Maud (lit. "La meva nit a casa de la Maud") és una pel·lícula francesa de 1969 del director Éric Rohmer. És la tercera de la seva sèrie de pel·lícules "Sis contes morals" (Six contes moraux).

## Argument
El catòlic Jean-Louis topa amb un vell amic, el marxista Vidal, a la localitat de Clermont-Ferrand, on ara treballa. Són èpoques nadalenques i Vidal presenta a Jean-Louis una dona de mentalitat oberta i liberal, acabada de divorciar: la Maud. Els tres, a casa d'ella, comencen aquell mateix vespre una conversa sobre religió, ateisme, amor, moralitat i sobre la filosofia, la fe i les matemàtiques de Pascal. En Jean-Louis acaba passant la nit al pis de la Maud, obligant-se, però, a no cedir davant els seus arts de seducció, ja que el seu punt de vista catòlic i els seus pensaments sobre el casament, la fidelitat i l'obligació li ho impedeixen. A més, es troba en un dilema, ja que al principi de la pel·lícula, a l'Església, s'ha enamorat d'una jove a qui, això no obstant, mai ha dirigit la paraula.

## Repartiment
- Jean-Louis Trintignant: Jean-Louis
- Françoise Fabian: Maud
- Marie-Christine Barrault: Françoise
- Antoine Vitez: Vidal
- Leonid Kógan: El violinista del concert
- Guy Léger: Predicador
- Anne Dubot: L'amiga rossa
- Marie Becker: Marie, filla de Maud
- Marie-Claude Rauzier: estudiant
- Uns enginyers de la fàbrica Michelin de Clermont-Ferrand[2]

## Guardons[calcitació]

### Nominacions
- 1969. Palma d'Or
- 1971. Oscar al millor guió original per Eric Rohmer[3]
- 1971. Oscar a la millor pel·lícula de parla no anglesa[3]